# Surmas
Les Surmas sont des habitants du sud de l'Éthiopie vivant dans la vallée de l'Omo. Selon les sources, Surma désigne un ensemble de trois groupes (les Suri, les Mursi et les Me'en), ou seulement le premier d'entre eux. Suri et Surma sont alors considérés comme synonymes.
Comme les Mursis, les Suris pratiquent des modifications corporelles, telles que les peintures rituelles et le port de labrets chez les femmes.

## Population
En Éthiopie, lors du recensement de 2007 portant sur une population totale de 73 750 932 personnes, 27 886 se sont déclarées « Surmas ».